# Alor-szigeti kakukkbagoly
Az Alor-szigeti kakukkbagoly (Ninox plesseni) a madarak osztályának bagolyalakúak (Strigiformes) rendjéhez, a bagolyfélék (Strigidae) családjához tartozó faj.

## Rendszerezése
A fajt Erwin Stresemann német természettudós ornitológus írta le 1788-ban. Önálló fajként való elfogadása, még vitatott, sokak szerint, csak az ausztrál kakukkbagoly (Ninox boobook) alfaja Ninox boobook plesseni néven.

## Előfordulása
Indonéziában, a Kis-Szunda-szigetekhez tartozó Pantar és az Alor-sziget területén honos. Állandó, nem vonuló faj.

## Természetvédelmi helyzete
Az elterjedési területe kicsi. A Természetvédelmi Világszövetség Vörös listáján nem szerepel.